# Panicum aequivaginatum
Panicum aequivaginatum är en gräsart som beskrevs av Jason Richard Swallen. Panicum aequivaginatum ingår i släktet vipphirser, och familjen gräs. Inga underarter finns listade i Catalogue of Life.